# José Batlle y Ordóñez
José Batlle y Ordóñez (ur. 21 maja 1856, zm. 20 października 1929) – urugwajski polityk, prezydent Urugwaju w latach 1903–1907 oraz w 1911–1915, a także tymczasowo w 1899.
Był synem Lorenzo Batlle y Grau, który także w latach 1868–1872 pełnił urząd prezydenta. Był członkiem partii Colorado. Jego prezydentura, szczególnie druga kadencja przyniosły wiele reform oraz stabilizację, które to zapoczątkowały następnie dla Urugwaju okres prosperity, zmąconą później przez wielki kryzys gospodarczy lat 30. XX w.
Jako prezydent dokonał radykalnych reform: rozdzielił Kościół od państwa, przeprowadził nacjonalizację części gałęzi gospodarki, wprowadził 8-godzinny dzień pracy, utworzył bank narodowy.
Ideałem był dla niego ustrój Szwajcarii, stąd w czasie swojej drugiej kadencji współrządził z 9-osobową radą, co było efektem kompromisu z opozycją polityczną. 